# Acqualagna
Acqualagna est une commune italienne d'environ 4 290 habitants, située dans la province de Pesaro et Urbino, dans la région Marches, en Italie centrale. Elle est située près des gorges du Furlo et des monts Petrano (it) et Catria. Elle est célèbre pour sa longue tradition dans la recherche, la production et la vente de truffes. Acqualagna est une des capitales de la truffe.

## Géographie
La ville se trouve à la confluence des fleuves Burano et Candigliano, à sud-ouest des gorges du Furlo.
Le climat est chaud et tempéré. Il y a des précipitations importantes tout au long de l’année, même dans les mois les plus secs il y a beaucoup de précipitations (842 mm de pluie en moyenne par an). Le mois le plus pluvieux est novembre (97mm de pluie en moyenne).
La température moyenne enregistrée à Acqualagna est de 13,3 °C, le mois le plus chaud étant juillet avec 22,6 °C en moyenne. Le mois le plus froid est janvier avec 4,1 °C en moyenne.
La ville se développe aussi bien  sur la vallée du fleuve Candigliano que sur les collines environnantes. La végétation est typique des Apennins, couverts de forêts de hêtres et de chênes. Dans la plaine le paysage est agricole et alterne des cultures et des pâturages. 

## Histoire
L'origine du toponyme est inconnue. L'hypothèse avancée, selon laquelle il dérive du nom de la bataille combattue dans ce territoire entre les Goths de Totila et les Byzantins de Narsète, a été démentie par la découverte du vrai endroit de la bataille près de Gualdo Tadino.
Une autre hypothèse voudrait que le nom d'Acqualagna dérive d' « acqua lama » c'est-à-dire « eau boueuse  » à cause des marécages qui entouraient le fleuve Candigliano et le fleuve Metauro.
La ville romaine Pitinum Mergens, détruite par Alaric, surgissait le long de la route romaine Flaminia. Près d'Acqualagna, on peut voir encore les vestiges du tracé de l'ancienne route, la principale artère d'époque romaine entre Rome et Rimini.

### Du Moyen Âge auXVIIesiècle
L'hypothèse la plus probable sur l'origine du village d'Acqualagna est qu'il dérive de la transformation, de la part des moines de l'abbaye de Saint-Vincent au Furlo, de la chapelle de Sainte Marie Madeleine en hôpital. 
Le 24 septembre 1506, le pape Jules II séjourne à Acqualagna et ordonne la construction de l'église de Sainte Lucie, consacrée en 1537.

### LeXIXesiècle
Le 20 avril 1849, Acqualagna adhère à la République Romaine. Le 17 septembre 1860, Acqualagna entre dans le royaume des Savoie. Le 18 septembre, après la bataille de Castelfidardo, où l'armée française est battue, les Marches ne sont plus sous la domination du Pape.

### LeXXesiècle
Pendant la période de la première guerre mondiale le maire Brigidi a réussi, malgré la crise économique du pays, à assurer les services essentiels pour la population, comme la construction de la route de Pietralata. Le 29 octobre a été élu le maire socialiste Pasquale Ciampiconi qui a réalisé l’aqueduc du Furlo, la route pour Farneta et celle des Prés, qui relie encore de nos jours Acqualagna à Urbania, terminée en 1932.  

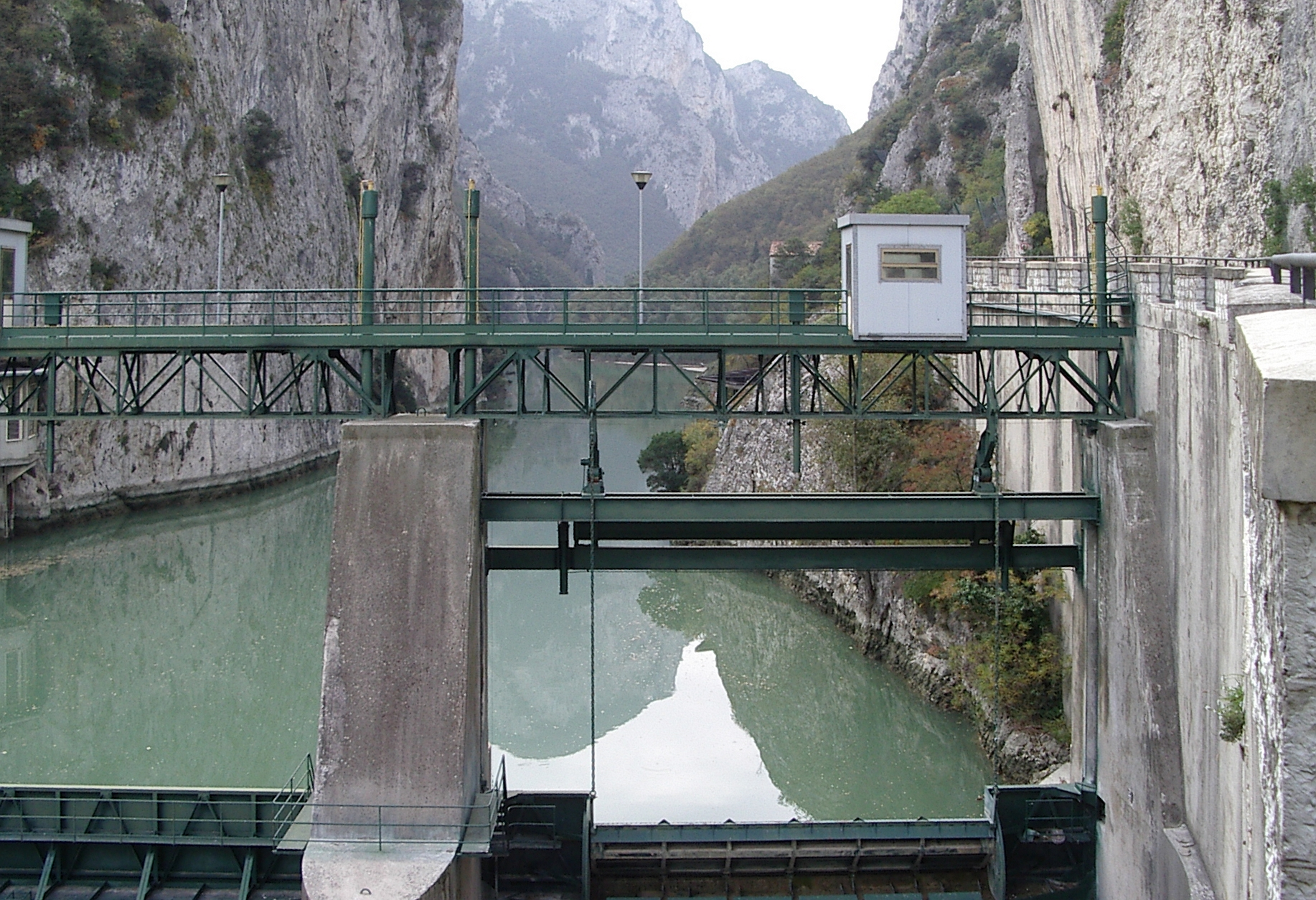
Barrage du Furlo

C’est à cette époque que l’on commence la construction du barrage du Furlo pour la réalisation d’une centrale hydroélectrique gérée par l’ « Unione Esercizi Elettrici » de Milan. Le barrage en béton est un exemple du modèle de barrage voûte avec concavité tournée en aval, pour décharger tout le poids sur les murs rocheux latéraux des montagnes Pietralata et Paganuccio.
Entre 1930 et 1935 la crise économique provoque une augmentation du taux de chômage et une chute des salaires et à Acqualagna on organise des grèves. A l’occasion de la « journée de l’alliance », instituée par le régime fasciste le 18 décembre 1935, qui imposait aux Italiens de donner leur or pour la patrie, à Acqualagna la récolte a lieu devant le monument aux morts de la première guerre mondiale. Malgré la crise économique les habitants de la ville résistent.
Mussolini est passé plusieurs fois à Acqualagna, car la ville se trouvait sur la via Flaminia, qu’il parcourait de Rome à Ravenne. Il a souvent mangé et dormi au Furlo et le 24 mai 1924 la Mairie d’Acqualagna lui confère le titre de citoyen honoraire. En 1936 les gardes forestiers, pour remercier Mussolini des travaux réalisés sur le mont Pietralata, sculptent son profil sur la montagne qui domine le Furlo. 

## Économie
Données sur l’emploi (2011)
| Indicateur                       | Acqualagna | Marches | Italie |
| Taux d’emploi des hommes         | 60,6 %     | 57,4 %  | 54,8 % |
| Taux d’emploi des femmes         | 39,5 %     | 40,6 %  | 30,1 % |
| Taux d’emploi (moyenne)          | 49,8 %     | 48,6 %  | 45 %   |
| Taux d’emploi des 15-29 ans      | 46,7 %     | 41,3 %  | 36,3 % |
| Taux d’emploi dans le tertiaire* | 32,1 %     | 41,8 %  | 48,6 % |
| Taux d’emploi dans le commerce   | 20,5 %     | 18,5 %  | 18,8 % |

L’activité du secteur tertiaire la plus développée à Acqualagna est le tourisme, surtout à l’occasion de la Foire de la Truffe. Le tourisme oenogastronomique est important, un grand nombre de touristes étrangers vont à Acqualagna pour manger des plats à base de truffe. L’écotourisme concerne la gorge du Furlo avec son parc et ses merveilleux paysages.

## Fêtes et manifestations
La Foire Nationale de la truffe
C’est le rendez-vous le plus important du centre de l’Italie, consacré au Tuber Magnatum Pico. C’est un évènement de relief qui représente la ville aussi à l’étranger, durant lequel on peut déguster et acheter des truffes. Pendant l’année il y a trois moments dédiés aux truffes, mais l’évènement le plus représentatif est celui d’octobre-novembre, où l’on propose les nouveautés de l’année, la qualité du produit et Acqualagna devient la capitale de la Truffe. Les deux autres foires ont lieu l’une en février, consacrée à la truffe noire précieuse, et l’autre en août, consacrée à la truffe noire d’été. Ces foires attirent beaucoup de touristes, même étrangers. La foire de la truffe propose aussi le « Salon du Goût » et le « Cooking Show », pendant lesquels on peut déguster des plats et assister à des compétitions gastronomiques entre personnages célèbres. On organise aussi des séminaires, des expositions temporaires et des présentations de produits. Le Palais du goût accueille les excellences du territoire. Les truffes produites à Acqualagna sont : la truffe blanche, la truffe noire, la truffe noire d’été. Les chiens à truffe sont : le braque italien et le pointer.
Le carnaval
Chaque année sur la place Enrico Mattei on peut participer au “Carnaval à la truffe”, unique au monde, pendant lequel on lance des truffes à la place des bonbons et des sucreries. À cette fête participent des milliers de visiteurs qui arrivent sur la place, l’arène du goût d’Acqualagna, et attendent l’arrivée des chars d’où on lance les truffes.
Gym colorand
La course la plus attendue et colorée de l’été est « Gym colorand », organisée per Next Level Evènements et « Pro loco », en collaboration avec AVIS Acqualagna. Le nombre des participants augmente d’une année à l’autre, attirés par l’idée de passer une journée joyeuse en plein air.

## Monuments et patrimoine

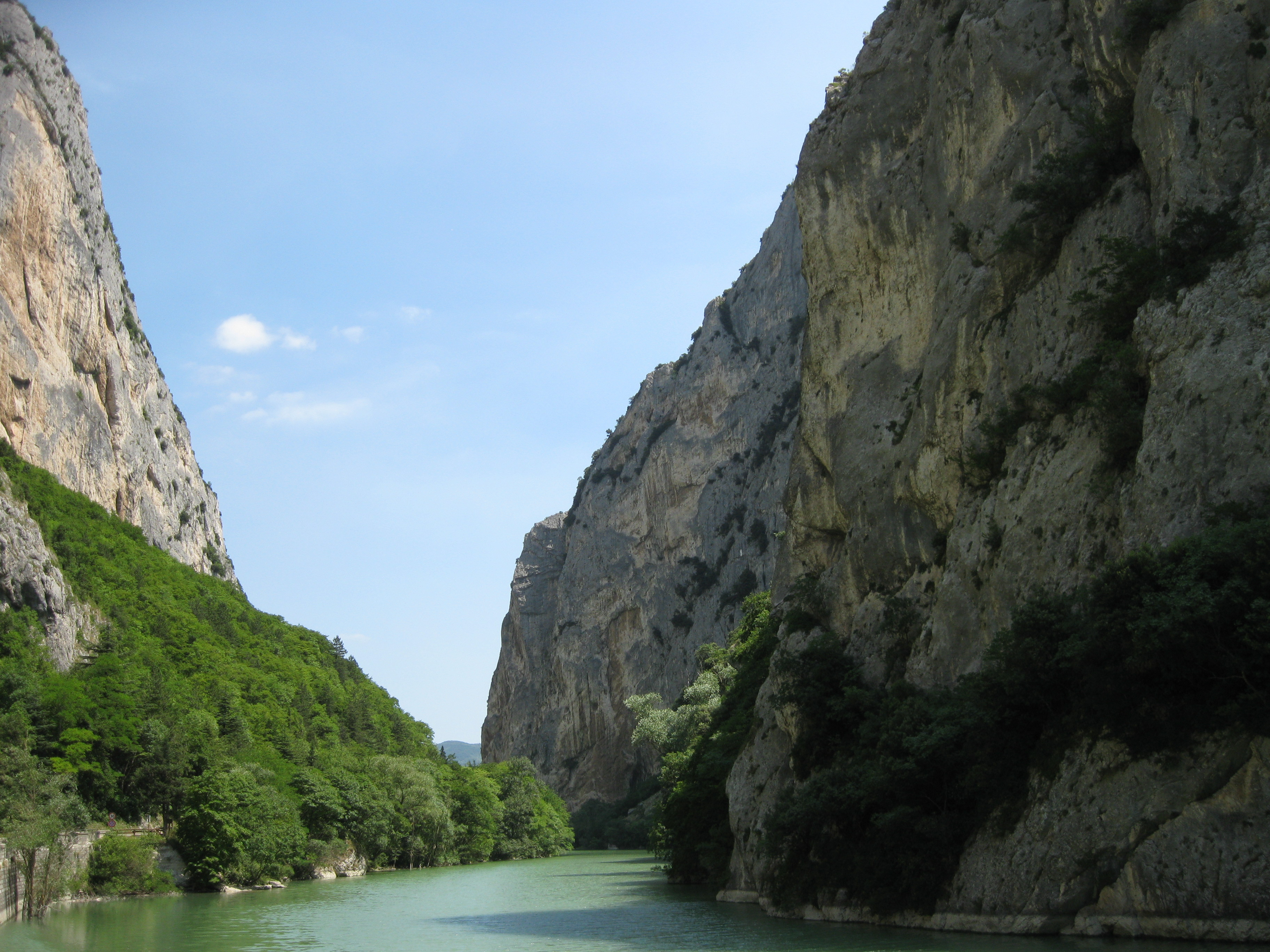
Les gorges du Furlo

Les gorges du Furlo ont été protagonistes d’évènements historiques et légendaires. Dans l’Antiquité leur nom était « Sasso Rotto », devenu ensuite « Petra Pertusa ». Le nom Furlo vient du latin Forulum, petit trou. La population qui a, la première, compris l’importance des gorges a été celle des Etrusques, qui ont construit la route de Rome à Rimini, appelée deux siècles plus tard Via Flaminia, du nom du consul Flaminio.  La conquête des gorges du Furlo par les Romains en 295 av. J.-C. a eu lieu sans difficulté, après avoir gagné la bataille du Sentino. La route étant très fréquentée, l’empereur Vespasien fait construire un nouveau tunnel, dont les travaux se terminent en 76 apr. J.-C. Après la chute de l’Empire Romain ce territoire a vu s’affronter les Goths et les Byzantins, qui l’ont soumis. En 1234, avec la conquête des gorges par les Montefeltro, famille noble d’Urbino, le Furlo est resté dans l’isolement. L’avènement de la famille della Rovere n’a pas amélioré la situation, car le territoire fourmillait de bandits. Ce n’est qu’en 1631 que le Duché d’Urbino a été incorporé dans les territoires des États pontificaux, mais la présence d’éboulements et de criminels ont porté à éviter la circulation dans les gorges. En 1797 les Français ont porté le vent de la Révolution et ils ont décidé de récupérer les gorges en y plaçant un camp militaire. Le 17 septembre 1860 il devient une propriété de la famille Savoie et en 1861 il est annexé au royaume d’Italie. En 1863 les gorges sont libérées de la présence des bandits, et sécurisées. Au XXe siècle, avec le développement du transport routier grâce aux automobiles, les gorges deviennent un lieu de passage pour relier Rome aux villes de la côte Adriatique.
Pendant le régime fasciste Mussolini est passé souvent au Furlo lors de ses voyages entre Rome et Ravenne et en 1930 on lui a rendu hommage en sculptant son profil sur la montagne. Pendant la Seconde Guerre Mondiale le Furlo a vécu des moments de tension sans être  le théâtre d’affrontements violents. La réserve naturelle d'État des Gorges du Furlo, instituée en 2001, est un authentique paradis traversé du fleuve Candigliano, qui s’insinue et a formé à travers les siècles les imposantes parois des gorges. Les animaux les plus représentatifs sont l’aigle royal, le faucon pèlerin, le loup, le chevreuil, le daim. La flore est constituée en priorité par le chêne vert, l’orne et la végétation fluviale.
La villa romaine est un édifice rural, construit quelques années après l’ouverture de la route Flaminia, qui remonte au Ier siècle av. J.-C., avec une vaste cour où se trouvaient les locaux qui servaient d’habitation et d'entrepôts pour les travaux agricoles. Les vestiges sont conservés à Acqualagna dans l’Antiquarium.
L’édifice est constitué de blocs en calcaire local (pierre rose du Furlo) bien travaillés, les colonnes du porche sont en pierre calcaire du Mont Nerone. Le toit est en tuiles. De la villa nous restent les côtés nord et est. 

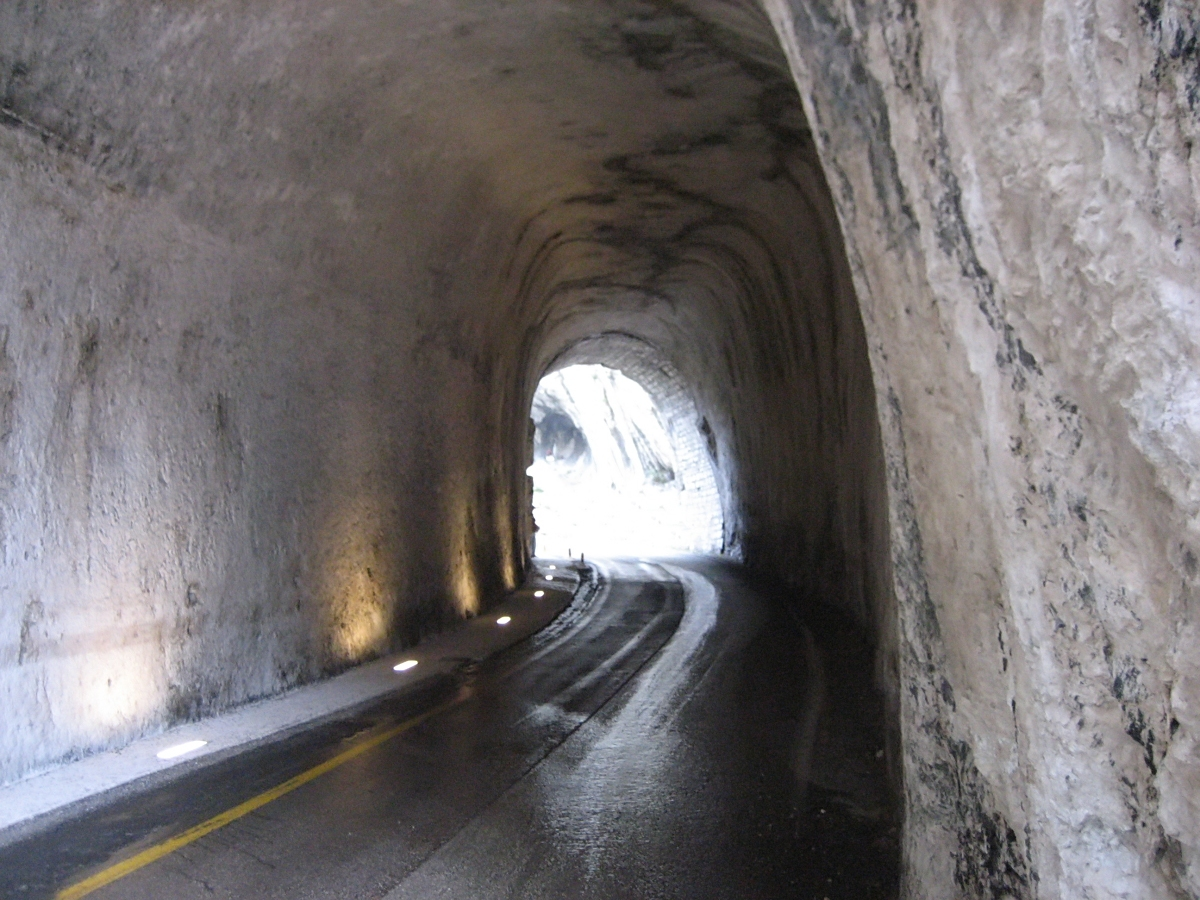
Tunnel romain

Le tunnel romain du Furlo a été voulu par l’Empereur Vespasien pour permettre aux personnes et aux marchandises de mieux circuler. Ce tunnel, creusé dans le point le plus serré des gorges du Furlo, est appelé  petra pertusa  ou  forulum , petit trou. 
A côté du tunnel se trouve un passage d’époque étrusque, long de 8 mètres, large de 3,30 mètres et haut de 4,45 mètres et une petite église dite « du tonneau », un temps habitée par un ermite.
Au-dessus de l’entrée à nord-est est encore lisible l’inscription IMP(erator) CAESAR AUG(ustus) VESPASIANUS PONT(ifex) MAX(imus) TRIB(unicia) POT(estate) VII IMP(erator) XVII P(atriae) CO(n)SU(l) VIII CENSOR FACIUND(um) CURAVIT, qui indique que les travaux ont été achevés entre 76 et 77 apr. J.-C..
Le tunnel est long de 38,3 mètres, large de 5,47 mètres, haut de 5,95 mètres, creusé dans du calcaire grâce à un ciseau, dont on voit les coupes sur les parois.
Dans les années ‘80 de 1900 on a creusé deux autres tunnels longs de 3,391 mètres sur la route nationale, cela a permis aux visiteurs de jouir de la beauté du tunnel romain.
Antiquarium municipal «Pitinum Mergens »
Inauguré en 2002, il se trouve à l’intérieur du vieux siège de la mairie d’Acqualagna, un bâtiment qui remonte probablement au XVIe siècle, situé rue de Rome. Son nom vient de l’ancien nom de la ville romaine. Ce musée permet de connaitre l’ancien emplacement de la ville de Pitinum Mergens, son théâtre, son aqueduc, les restes d’un édifice thermal. Dans ses salles sont conservés beaucoup d’exemplaires d’outils agricoles en fer : des faux, des haches, des couteaux, des anneaux pour attacher les chevaux et les bœufs et de nombreux ustensiles en pierre pour aiguiser les outils de coupe. Le visiteur peut donc connaitre dans le détail la structure, le fonctionnement, l’organisation d’une ferme romaine.
La céramique en verni noir nous raconte la vie de la ville au Ier siècle av. J.-C. A travers cette exposition on comprend l’importance de la route Flaminia pour la conquête de ce territoire et sa romanisation  
L’Abbaye de Saint-Vincent

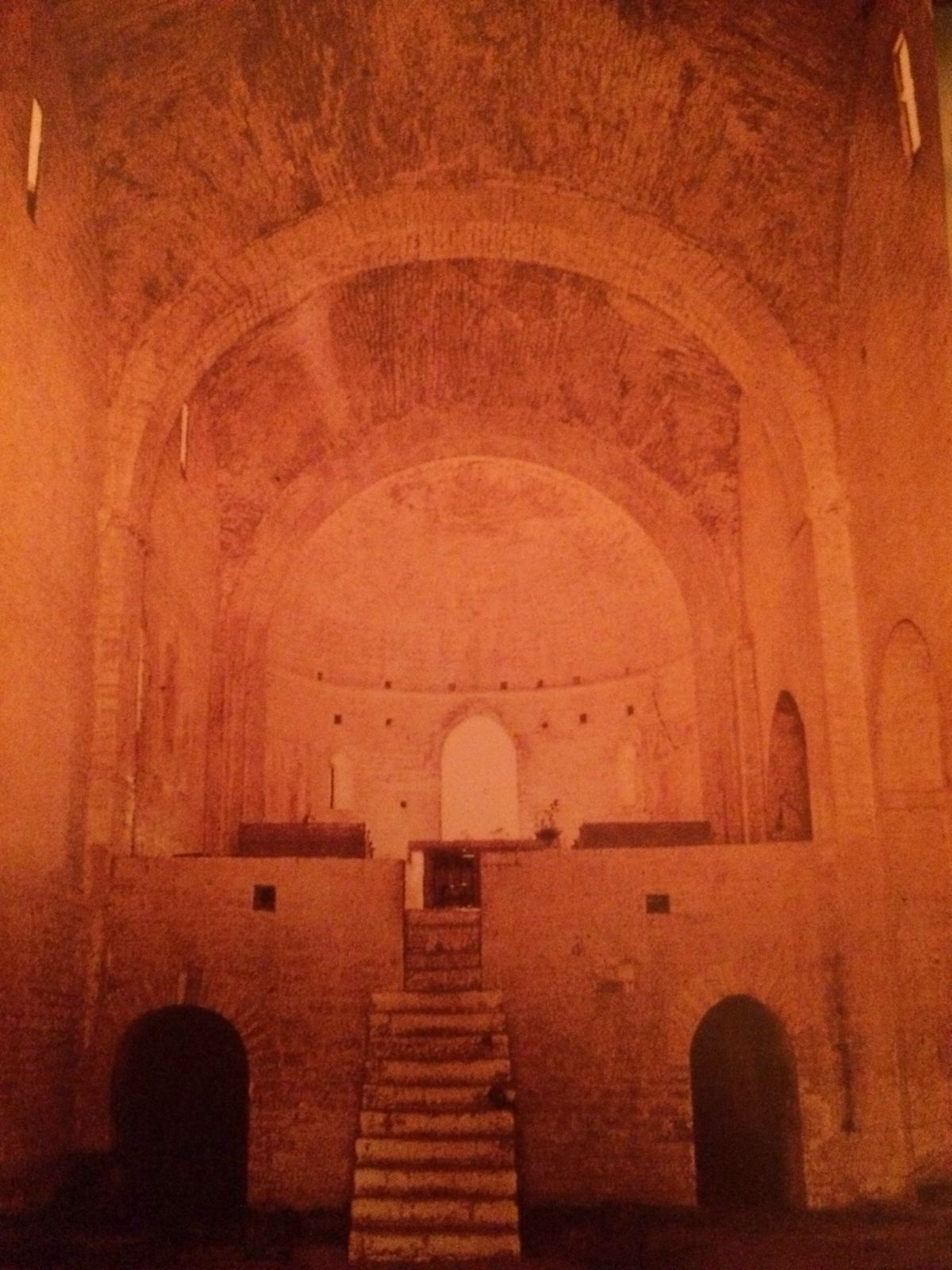
Intérieur de l'Abbaye romane de Saint-Vincent

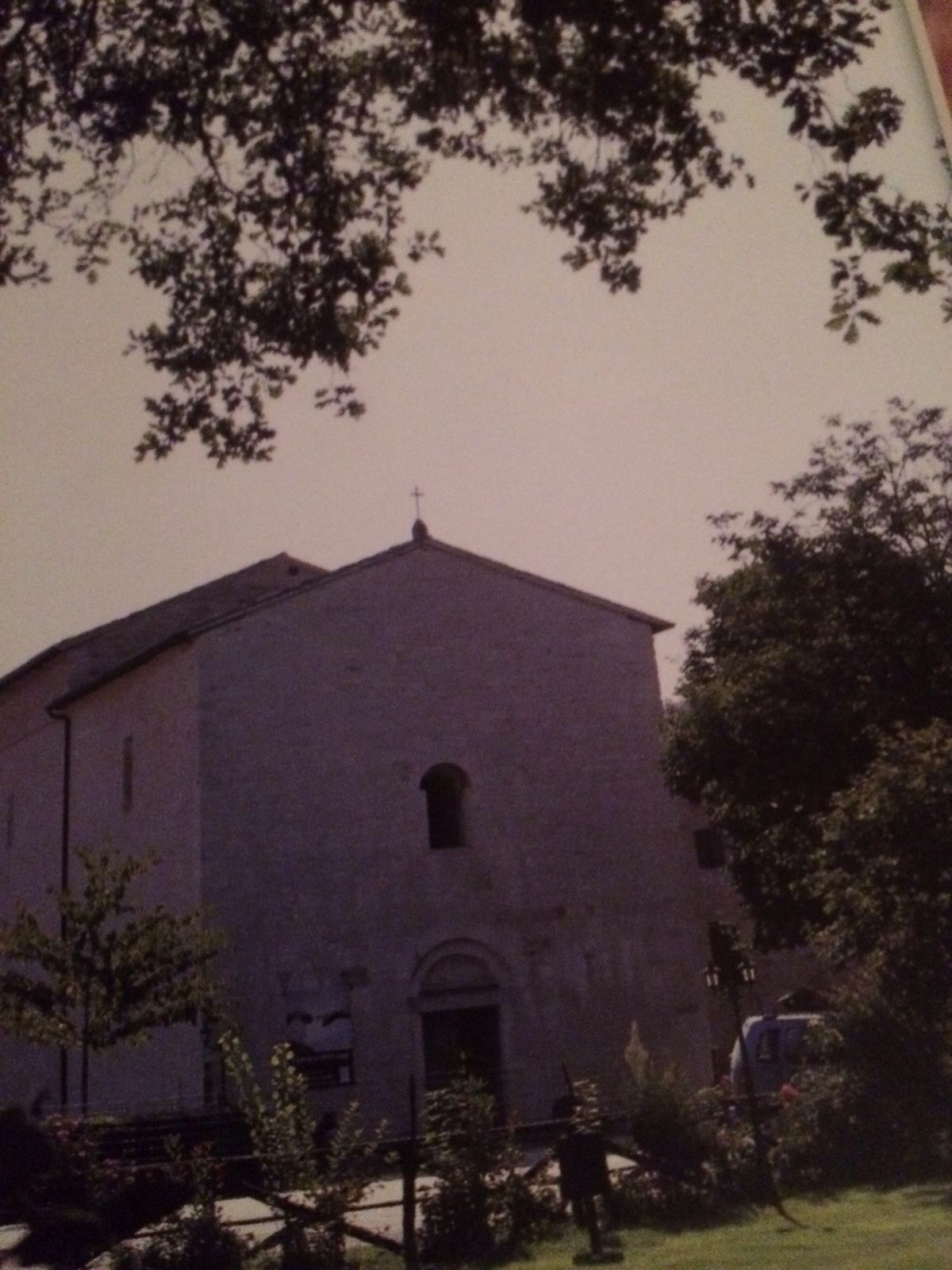
La façade de l'Abbaye de Saint-Vincent

Sur la rive gauche du fleuve Candigliano, le long de la route Flaminia, surgit l’Abbaye de Saint-Vincent au Furlo, ainsi appelée parce qu’elle se trouve non loin des gorges et du tunnel du Furlo. Ici ont séjourné Saint Pierre Damien et Saint Romuald. Elle a été construite, en style roman, sur les restes de la ville romaine de Pitinum Mergens. Du VIe au XVIIe siècle elle aurait abrité les reliques de Saint-Vincent, évêque de Bevagna. Le plus ancien document sur l’abbaye remonte au XIe siècle et raconte que le monastère de Saint-Vincent en 970 était habité par beaucoup de moines. Au XIe siècle elle entre dans l'influence directe de l'Abbaye de Fonte Avellana.
L’église était divisée en trois nefs et terminait par l’abside. A droite de l’église se trouvait le monastère, avec le cloitre. La pierre utilisée provenait des carrières locales. La façade présente un portail avec un arc plein cintre et une lunette percée. Le presbyterium, qui conserve des fresques médiévales, est surélevé. A son centre il y a des escaliers étroits et, aux deux côtés, deux vastes ouvertures qui mènent à la crypte, elle aussi à trois nefs avec des chapiteaux antiques. L’abside est bien visible de l’extérieur. En 1204 la cénobie a été détruite et le monastère a été grièvement endommagé, il a été reconstruit en 1217. En 1439 commence la décadence du monastère lors de son annexion au chapitre d’Urbino, à laquelle suit l’abandon de la part des moines. À partir de cette époque l’abbaye est utilisée comme ferme et entrepôt, à l’exception de  
L’église Notre-Dame du Pelingo 
Elle prend le nom de la famille Pelingo qui, vers la fin du XIVe siècle en a voulu la construction. Créée en l’honneur du Sacré-Cœur et de Notre-Dame, l’église a d’abord été sacrée à Notre-Dame, ensuite à Saint-Michel. L’église actuelle a été érigé entre 1820 et 1859. Le tableau anonyme de la Vierge, restauré en 1981, se trouve au-dessus de l’autel.

## Administration
| Période                                  | Période | Identité | Étiquette | Qualité |
| ---------------------------------------- | ------- | -------- | --------- | ------- |
|                                          |         |          |           |         |
| Les données manquantes sont à compléter. |         |          |           |         |

### Hameaux
Furlo, Pelingo, Case nuove, Fossato, Pole, Petriccio, Naro, Farneta, Bellaria, Canfiagio, Cà Romano
Petriccio :   Sur la rive droite du fleuve Candigliano, le long de la vallée, sont alignés une série ininterrompue de hameaux : Fossato, Petriccio, Pole et Bellaria.  A Petriccio se trouve l’église de la SS. Annunziata, qui a une origine antique comme l'atteste l’arc gothique ogival du portail.  L’église est en style roman avec des fresques sur les murs de la galerie d’entrée. Elle a été construite avec la pierre du Furlo.

### Communes limitrophes
Cagli, Fermignano, Urbania, Urbino